# 科洛索夫角
66°29′S 50°16′E / 66.483°S 50.267°E
科洛索夫角是南極洲的海岬，位於恩德比地，處於阿蒙森灣入口處的東部，在1956年由澳大利亞探險隊拍攝空中照片，現時由南極條約體系管理。